# NGC 163
NGC 163 ist eine Elliptische Galaxie vom Hubble-Typ E3 im Sternbild Walfisch südlich der Ekliptik. Sie ist schätzungsweise 267 Millionen Lichtjahre von der Milchstraße entfernt und hat einen Durchmesser von etwa 115.000 Lichtjahren. 
Im selben Himmelsareal befinden sich die Galaxien NGC 151, NGC 155, NGC 165, PGC 2151.
Das Objekt wurde am 10. Dezember 1798 von dem deutsch-britischen Astronomen Wilhelm Herschel entdeckt.